# Кулачево (Ивановская область)
Кулачево — село Ильинского района Ивановской области России, входит в состав Исаевского сельского поселения.

## География
Расположено в 6 км на запад от райцентра посёлка Ильинское-Хованское.

## История
Местная пятиглавая церковь с колокольней построена в 1787 году на средства прихожан с 4-мя приделами: Успения Богородицы, Свят. Николая, Св. Иоана Воина, Св. Леонтия Ростовского. До этого в селе было две деревянные церкви: одна во имя Св. Николая и другая во имя Св. Иоана Воина.
В конце XIX — начале XX село входило в состав Щадневской волости Ростовского уезда Ярославской губернии. В 1885 году в селе было 53 двора.
С 1929 года село являлось центром Кулачевского сельсовета Ильинского района, с 2005 года — в составе Исаевского сельского поселения.

## Население
| 1859 | 1914 | 2010 |
| ---- | ---- | ---- |
| 320  | ↗400 | ↘211 |

## Достопримечательности
В селе расположена недействующая Церковь Успения Пресвятой Богородицы (1787).